# 우체 오케추쿠
우체추쿠 알로지 오케추쿠(영어: Uchechukwu Alozie Okechukwu, 1967년 9월 27일 ~ )는 센터백으로 활약한 나이지리아의 전직 프로 축구 선수이다.
"우체추쿠"는 "신의 뜻"을 의미하는 이보어 이름이다. 그는 또한 튀르키예에서 가장 오랜 기간 (13년) 동안 활약하며 데니즈 위가르(튀르키예어: Deniz Uygar)라는 이름으로 튀르키예 시민권을 획득한 외국인 선수로 영예를 안았다.
나이지리아 국가대표팀에서 50경기에 가까운 출전권을 획득한 오케추쿠는 두 번의 FIFA 월드컵과 아프리카 네이션스컵에 국가대표로 출전해 두 번의 대회에서 우승한 바 있다.

## 구단 경력

### 어린 시절
라고스에서 태어난 오케추쿠는 플래시 플라밍고스와 이우안우 내셔널에서 선수 생활을 시작했으며, 1988년과 1989년 나이지리아 프리미어리그에서 우승했다.

### 덴마크
1990년 7월, 그는 덴마크 클럽 브뢴뷔 IF에 합류하기 위해 해외로 이주했으며, 새로 임명된 코치 모르텐 올센과 팀 동료인 프라이데이 엘라호르와 계약을 맺었다. 곧 선발 XI의 일원이 된 오케추쿠는 팀이 1990년과 1991년 덴마크 챔피언십에서 우승하는 데 기여했으며, 1990-91년 UEFA컵 준결승에 진출한 팀의 주축 선수 중 한 명이었다. 엘라호르는 일부 사람들로부터 차기 브리안 라우드루프로 선전받았지만, 곧 아프리카 스포르로 이적하게 되었고, 오케추쿠는 1992년 브뢴뷔 IF 올해의 선수로 선정되었다.

### 튀르키예 및 은퇴
1992년 아프리카 네이션스컵에서 나이지리아가 준결승에 진출한 후, 오케추쿠는 튀르키예 팀 페네르바흐체와 반년 동안 인연을 맺었고, 1993년 11월, 800만 덴마크 크로네의 이적 계약으로 영입되었다. 이스탄불에서 그는 전 브뢴뷔 팀 동료인 예스 회흐와 수비 듀오를 결성하여 1996년 클럽이 7년 만에 처음으로 쉬페르리그 우승을 차지하는 데 기여했다.
오케추쿠는 페네르바흐체에서 4시즌을 더 뛰며 2000-01년 시즌 리그 우승을 반복했다. 공식 경기가 거의 250경기에 달한 후, 그는 같은 리그 팀인 이스탄불스포르로 이적하여 2007년에 처음에는 오션 보이즈에서 나이지리아로 돌아갔고, 그 후 바옐사 유나이티드에서 2008년 7월에 합류하여 41세의 나이로 은퇴했다.

## 국가대표팀 경력
오케추쿠는 1990년 아프리카 네이션스컵 대회에서 알제리와의 개막전에서 5-1로 패하며 나이지리아 국가대표팀에 데뷔했다. 남은 대회 동안 나이지리아의 수비진은 결승전에서 같은 상대에게 1-0으로 패할 때까지 또 다른 골을 허용하지 않았다.
오케추쿠는 총 47경기에 출전하여 1994년 아프리카 네이션스컵 (잠비아와의 경기에서 2-1로 승리)과 1996년 하계 올림픽에서 우승했다. 또한 두 번의 FIFA 월드컵에 국가대표로 출전하여 총 7경기에 출전했지만 조별 리그에서 파라과이에 3-1로 패해 조별 리그에서 탈락하는 데 그쳤다.
오케추쿠는 1996년부터 여러 차례 팀의 주장을 맡았으며, 1998년 덴마크와의 경기에서 4-1로 패한 후 은퇴했다.